# Eulerse wind
Eulerse wind is de wind die dwars op de isobaren waait in een rechtlijnig isobarenveld door de drukgradiëntkracht tussen een hogedrukgebied en een lagedrukgebied. Het corioliseffect, de middelpuntzoekende kracht en de wrijvingskracht worden hierbij buiten beschouwing gelaten. Het kan optreden rond de evenaar en bij lokale drukverschillen. Zodra het corioliseffect een rol gaat spelen, is er sprake van geostrofische wind. In een gekromd isobarenveld is dit de gradiëntwind, terwijl gesproken wordt van grondwind als wrijving een rol speelt.